# Telex

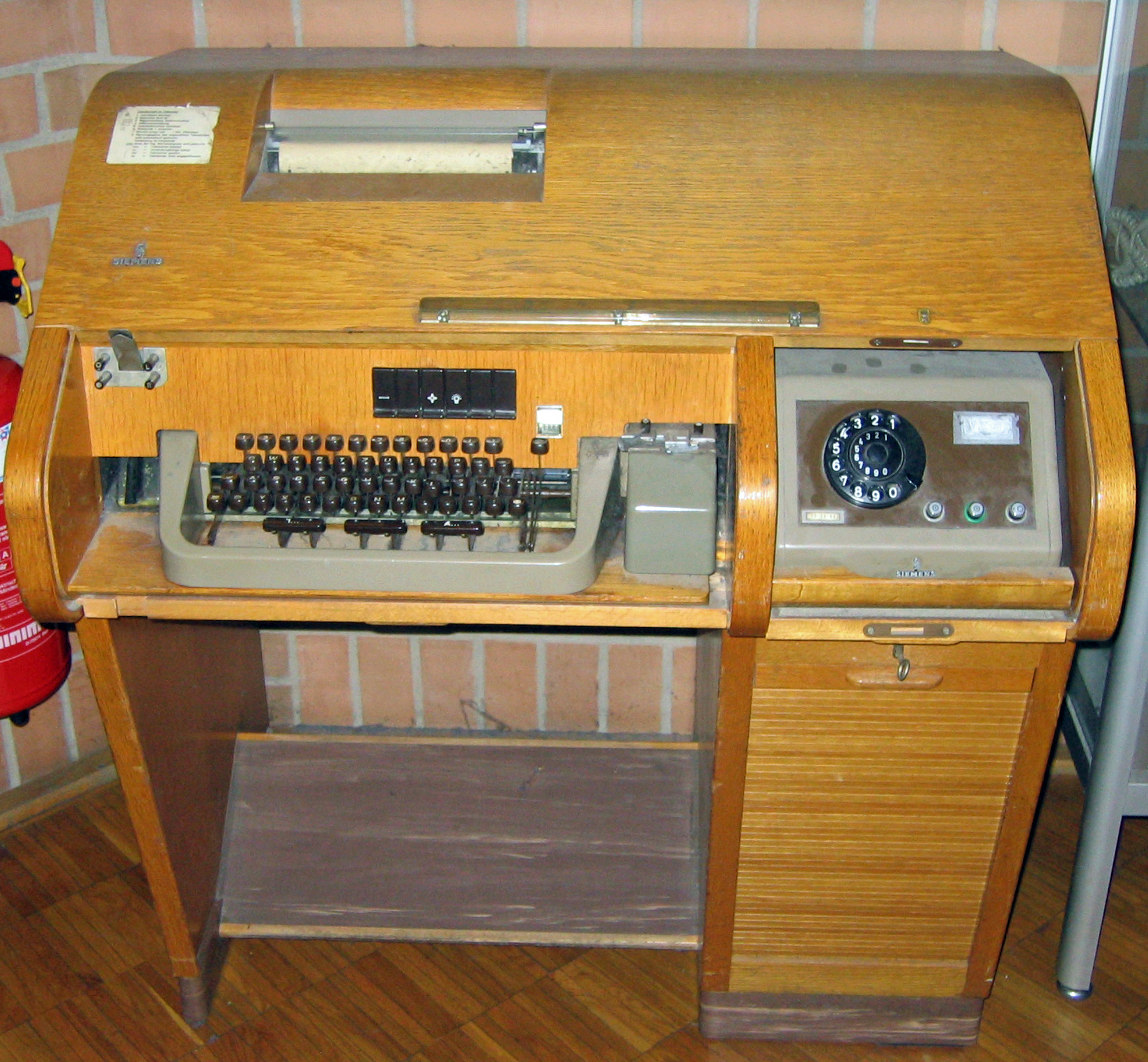
Siemens T100, typisches Telex-Endgerät

Telex (für TELeprinter EXchange), auch Fernschreiben genannt, ist ein System zur Übermittlung von Textnachrichten über ein mit dem Telefonnetz vergleichbares, vermittelndes Telekommunikationsnetz, das Telex-Netz, bei dem Fernschreiber verwendet werden. Es war im 20. Jahrhundert ein wichtiges Kommunikationsmittel für Unternehmen und Behörden. Mit dem Aufkommen der Kommunikationsformen Fax und E-Mail verlor es an Bedeutung und wird heute nur noch in wenigen Nischenbereichen genutzt. 
Heute noch eingesetzte Telex-Systeme verfügen über Leistungsmerkmale wie Kurzwahl, Direktruf, Rundschreiben, Zuschreiben von Gebühren, Teilnehmerbetriebsklasse etc. Analog zum Telefonbuch gab es ein entsprechendes Teilnehmerverzeichnis.

## Technischer Standard
- Als Zeichensatz wird der 32 Zeichen (5-bit) umfassende Baudot-Murray-Code CCITT-2 verwendet, wobei einige Zeichen nicht benutzt werden (dürfen).
- Die Übertragungsgeschwindigkeit betrug in Europa lange Zeit 50 Baud (= 50 Schritte pro Sekunde). Da jedes übermittelte Zeichen aus Startschritt, 5 Zeichenschritten und 1,5-fachem Stoppschritt, also aus 7,5 Schritten, besteht, können so maximal 6,67 Zeichen pro Sekunde übertragen werden. Spätere Fernschreiber hatten umsteckbare Zahnräder und konnten so auch auf 75 Bd. und 100 Bd. umgebaut werden.
- Es ist nur Halbduplex-Betrieb möglich (abwechselndes Senden/Empfangen).
- Jeder Teilnehmeranschluss im Telex-Netz hat eine eigene Telex-Nummer und kann über diese angewählt werden.
- Ein Fernschreiber am Telex-Netz muss immer erreichbar sein. Lokalbetrieb ist nur dann erlaubt, wenn er aufgrund eines ankommenden Rufes unterbrochen werden kann. Durch diese Vorschrift hat das Telex-Netz trotz technologischer Rückständigkeit noch lange eine große Bedeutung behalten: Nachrichten können sicher zugestellt werden.
- Jeder Fernschreiber muss über einen fernabfragbaren Kennungsgeber verfügen, dessen Inhalt (Telex-Nummer sowie eine Namensabkürzung und ein Länderkürzel o. Ä.) vom Netzbetreiber fest vorgegeben ist und nicht eigenmächtig verändert werden darf. So kann der Sender einer Nachricht durch Abrufen des entfernten Kennungsgebers zuverlässig feststellen, dass er mit der richtigen Gegenstelle verbunden ist. Durch erneuten Abruf des Kennungsgebers nach Ende einer Übertragung kann auch sichergestellt werden, dass die Nachricht vollständig übermittelt wurde. Auf dem Dokument beim Absender erscheinen dann ober- und unterhalb des eigentlichen Textes die Empfängerdaten.

## Farbband, rot und schwarz, Kennung
Viele Fernschreiber konnten den ausgesendeten Text rot und den empfangenen schwarz abdrucken. Im Normalfall steuerte der Tastatursender die Zweifarbeneinrichtung. Bei angebauten oder selbständigen Lochstreifensendern übernahm ein zusätzlicher Schaltmagnet diese Steuerfunktion.

## Teilnehmeranschaltung
Ein Fernschreiber im ursprünglichen Sinne besteht nur aus einem Sender und einem Empfänger, welche über einen gemeinsamen Motor angetrieben werden. Um den Fernschreiber an das Telex-Netz anzubinden, wird ein Fernschaltgerät verwendet, welches die Anrufsignalisierung übernimmt, die Maschine ein- und ausschaltet und gegebenenfalls die Signale zwischen dem Fernschreiber und dem Telex-Netz physikalisch umsetzt.
Für die Anbindung des Teilnehmers an die Vermittlungsstelle existieren verschiedene Ansätze, welche meist eine Zweidrahtleitung, in einigen Fällen jedoch auch eine Vierdrahtleitung zum Teilnehmer voraussetzen.
Die klassische Verbindung zwischen Fernschreiber und Fernschaltgerät ist die 40-mA-Stromschleife, in spätere Fernschreiber wurde das Fernschaltgerät oft direkt eingebaut. Im Bereich der elektronischen Maschinen werden an dieser Stelle andere Anbindungen genutzt. Die logische Unterscheidung zwischen Fernschaltgerät und Fernschreiber wurde jedoch weitgehend beibehalten.

### Handvermittlung (HV)
In handvermittelten Telex-Netzen wird der Teilnehmer über eine Zweidrahtleitung angeschlossen.
- Im Ruhezustand der Leitung speist die Vermittlungsstelle den Anschluss mit negativer Polarität, man spricht auch von „Kehrruhelage“. Es fließt nur ein sehr geringer Strom von 5 mA über einen Widerstand im Fernschaltgerät.
- Wenn der Teilnehmer eine Verbindung aufbauen möchte, drückt er die Anruftaste auf dem Fernschaltgerät, das darauf den Fernschreiber an die Leitung anschließt. Dadurch steigt der Schleifenstrom auf 40 mA.
- Die Vermittlungsstelle polt nun die Leitung um. Das wird durch ein im Fernschaltgerät eingebautes polarisiertes Relais detektiert. Das Relais schaltet nun den Motor des Fernschreibers an.
- Die Verbindung ist hergestellt. Der Teilnehmer kann jetzt mit der Gegenstelle direkt kommunizieren.
- Zur Beendigung der Verbindung drückt der Teilnehmer die Schlusstaste auf dem Fernschaltgerät. Dadurch wird die Leitung getrennt. Die Vermittlungsstelle bemerkt das und baut die Verbindung ab. Dabei wird der Anschluss wieder in die Kehrruhelage geschaltet, was auch die Fernschreiber der Teilnehmer wieder abschaltet und ihre Stromschleifen von der Leitung trennt. Es fließt wieder der geringe Kehrruhestrom.
- Bei einer eingehenden Verbindung polt die Vermittlungsstelle die Leitung um. Dadurch wird der Fernschreiber eingeschaltet und mit der Leitung verbunden.

### TW39
Das ursprünglich in Deutschland verwendete automatische System TW39 (TW steht dabei für „Teilnehmerwahl“) ist technisch weitgehend kompatibel zum handvermittelten System.
TW39-fähige Fernschaltgeräte sind gleichzeitig vollwertige HV-Fernschaltgeräte. Sie verfügen zusätzlich über eine Wählscheibe sowie teilweise über eine Erkennung der Wahlaufforderung der Vermittlungsstelle.
Der Verbindungsaufbau im TW39-System verläuft folgendermaßen:
- Der Teilnehmer drückt die Anruftaste auf dem Fernschaltgerät, das darauf den Fernschreiber an die Leitung anschließt. Dadurch steigt der Schleifenstrom auf 40 mA.
- Die Vermittlungsstelle polt die Leitung noch nicht um, sondern signalisiert die Wählbereitschaft durch eine Leitungsunterbrechung von 25 ms Dauer.
- Nun wird die Zielnummer auf der in die Schleife geschalteten Wählscheibe gewählt (mit dem Impulswahlverfahren wie bei zeitgenössischen Telefonen).
- Wenn die Verbindung aufgebaut wird, polt die Vermittlungsstelle die Leitung um. Der weitere Ablauf ist mit dem bei der Handvermittlung identisch.
- Bei Fehlern im Verbindungsaufbau (z. B. wenn das Ziel besetzt ist) polt die Vermittlungsstelle die Leitung nur für einen kurzen Moment um und dann wieder zurück in die Kehrruhelage. Dadurch läuft der Fernschreiber kurz an. Anschließend befindet sich das Fernschaltgerät wieder im Ausgangszustand.

Das beschriebene Verfahren entspricht der „Signalisierung B“ auf Zweidrahtleitungen mit Einfachstrom.
Es gab auch noch eine Anbindung mit Doppelstrom über Vierdrahtleitungen. Dieses Verfahren war jedoch im praktischen Einsatz beim Teilnehmer sehr selten. Hier wurde die „Signalisierung A“ verwendet. Das Fernschaltgerät musste dabei zwischen Einfachstrom des Fernschreibers und Doppelstrom des Anschlusses umsetzen. Beim Doppelstromanschluss kommen zwei Stromschleifen zur Anwendung: eine in der Vermittlungsstelle gespeiste zur Übertragung von dort zum Teilnehmer und eine im Fernschaltgerät gespeiste zur Übertragung in die Vermittlungsstelle. Dabei werden beide Schleifen nicht unterbrochen. Die Kodierung der Daten und der Anrufsignalisierung geschieht durch Änderung der Leitungspolarität. Dabei wird von Trennlage (logisch 1) und Zeichenlage (logisch 0) unterschieden.
- Im Ruhezustand sind beide Schleifen in Zeichenlage.
- Beim Drücken der Anruftaste schaltet das Fernschaltgerät seine Schleife in Zeichenlage um.
- Die Vermittlungsstelle signalisiert Wählbereitschaft
- Es wird gewählt durch Impulse in Zeichenlage.
- Beim Aufbau der Verbindung polt die Vermittlungsstelle ihre Schleife in die Ruhelage um, der Fernschreiber wird angeschaltet. So auch bei eingehenden Verbindungen.
- Zum Verbindungsabbau wird beim Drücken der Schlusstaste die gehende Schleife wieder dauerhaft in Zeichenlage geschaltet.
- Darauf schaltet die Vermittlungsstelle ihre Schleife auch wieder in Zeichenlage.

### ED1000

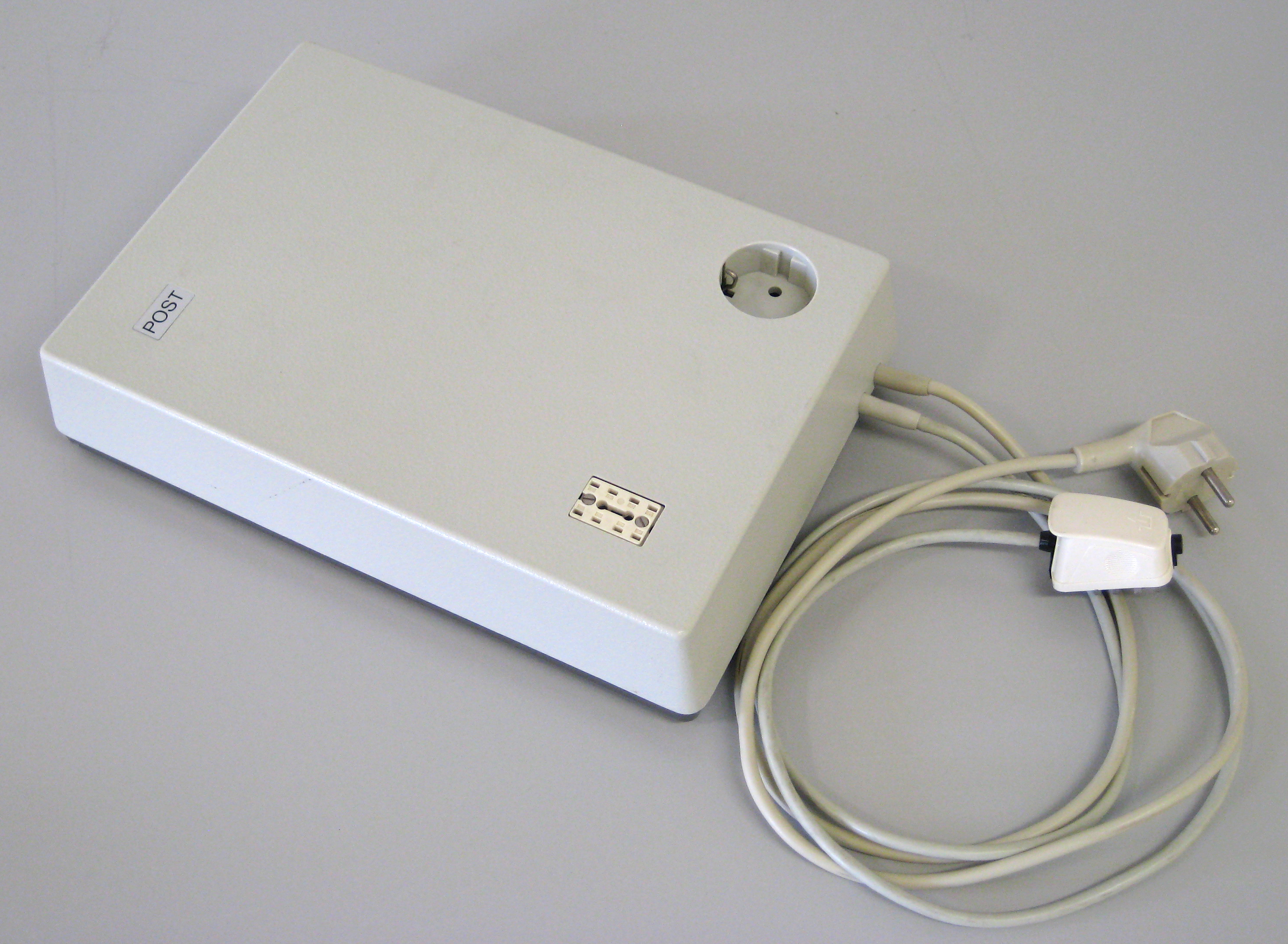
Anschaltegerät AGT10

Das vom Hersteller Siemens entwickelte System wurde Anfang der 1970er Jahre eingeführt. Zur Anbindung des Teilnehmers an die Vermittlungsstelle wird eine Zweidrahtleitung genutzt, auch eine Standleitung zur Vermittlungsstelle ist möglich. Die Informationen werden Frequenzumtastung-moduliert übertragen. Aus logischer Sicht entspricht das einem TW39-Fernanschluss mit je einer Leitung für jede Richtung. Daher wird auch die Signalisierung A wie bei TW39 benutzt, allerdings ohne Nummernschalterwahl. Die Wahl wird wieder wie bei der Handvermittlung über den Fernschreiber ausgeführt, jedoch automatisch. Dazu muss die Wahl mit einem Pluszeichen abgeschlossen werden. Da der Fernschreiber schon während der Wahl angeschaltet ist, fragt die Vermittlungsstelle beim Angerufenen automatisch den Kennungsgeber ab. So weiß der Anrufer durch Empfang der Kennung des Angerufenen, dass er verbunden ist. Bei Fehlern ist die ED1000-Vermittlung in der Lage, die Fehlerursache in kurzen Meldungen auszugeben, bevor die Verbindung getrennt wird.
Elektronische Fernschreiber haben ein ED1000-Fernschaltgerät meist als Standardausstattung eingebaut. Es ist aber auch möglich, mittels eines „AGT“ genannten Adapters, TW39-Endgeräte an einer ED1000-Leitung zu betreiben.

### Anschaltung mittels Modem
In einigen Ländern wurden Fernschreiber mittels Tonfrequenzmodem über normale Telefonleitungen angebunden. Teilweise wurden auch vom Telefonnetz unabhängige Standleitungen benutzt, wenn beispielsweise die Verbindung über Übertrager geführt wurde und daher die Nutzung einer Stromschnittstelle nicht möglich war.
Meist wurden Modemanbindungen nur für die Letzte Meile benutzt. In den USA basierte jedoch das TWX-System komplett auf dem Telefonnetz, ein eigenes Netz wie in anderen Ländern war nur logisch vorhanden.

### i-Telex
Nachdem mittlerweile fast alle öffentlichen Telexnetze abgeschaltet sind, riefen Sammler historischer Geräte das TelexPhone-Netz ins Leben. Hier kann eine Direktverbindung zwischen zwei herkömmlichen Telexgeräten über das öffentliche Telefonnetz aufgebaut werden. 
Um auch ohne analogen Telefonanschluss eine Fernschreibmöglichkeit zu schaffen, da über VoIP keine Modemverbindungen mit ausreichender Güte möglich sind, wurde die Erweiterungskarte „i-Telex“ entwickelt. Mittlerweile wird das Projekt ausschließlich unter dem Namen i-Telex fortgeführt, das TelexPhone-Netz wird nicht mehr weiter ausgebaut, und fast alle TelexPhone-Anschlüsse sind zu i-Telex migriert oder abgeschaltet.
Während TelexPhone eine analoge Telefonverbindung nutzte, werden i-Telex-Verbindungen über TCP/IP unter Zuhilfenahme eines zentralen Rufnummernservers hergestellt (die eigentliche Verbindung zwischen den Teilnehmern erfolgt dann auf direktem Weg). Der Wahlvorgang und die spätere Nutzung der Verbindung entsprechen dem TW39-Standard. Es gibt jedoch auch ED1000-Schnittstellen, auch bei TW39-Karten kann eine Tastaturwahl eingestellt werden, was dann dem technischen Stand einer ED1000-Schnittstelle mit einem AGT10-Anschaltegerät für ältere Fernschreiber entspricht. Das i-Telex-Netz wird auch von einigen Museen genutzt. Es gibt zudem ein Gateway von i-Telex zu TelexPhone-Anschlüssen (und umgekehrt) ohne TCP/IP-Anbindung, wie es z. B. auch von Teletex zu Telex möglich war. Weitere Sonderdienste und Leistungsmerkmale, wie zum Beispiel das sogenannte Minitelex (eine Möglichkeit, mithilfe eines Telefaxgerätes Fernschreiben über i-Telex zu empfangen) und Rundschreibverbindungen werden in Anlehnung an originale Dienste der Deutschen Bundespost/Telekom entwickelt. Das i-Telex-Netz ist mittlerweile weltweit in über 20 Ländern im Einsatz und zählt aktuell 203 Teilnehmer, davon 151 in der Bundesrepublik Deutschland (Stand August 2022), Tendenz steigend.

## Geschichte
Telexnetze wurden weltweit seit den 1930er Jahren aufgebaut, verloren aber seit den 1980er Jahren als Kommunikationsmedium ihre Bedeutung und wurden zunehmend durch modernere Medien wie Telefax und später E-Mail abgelöst. Hauptgründe für den Niedergang des Telex-Systems waren:
- die niedrige Übertragungsrate, angepasst an die Geschwindigkeit mechanischer Drucker zur Zeit der Entstehung
- die Notwendigkeit einer separaten Netzinfrastruktur (Telexnetz und Fernsprechnetz waren stets wegen der unterschiedlichen technischen Anforderungen völlig getrennt aufgebaut)
- die im Vergleich zur elektronischen Datenfernübertragung per Modem, DSL oder LAN niedrigere Flexibilität und Kapazität bei wesentlich höheren Kosten pro Datenmenge
- die problemfreie Übertragung von Zeichnungen und Texten nicht-lateinischer Alphabete durch Telefaxgeräte. Aus diesem Grund fand das Telefax beispielsweise in Japan unmittelbar großen Anklang.

Immer noch gilt das Fernschreiben als sehr sicher und wird als Urkunde anerkannt. Viele der verbliebenen Nutzer stammen aus der Banken- und Finanzbranche und konnten aus Sicherheitsbedenken bisher nicht umstellen; sowohl Fax als auch E-Mail sind dagegen best-effort-Techniken. 
In großen Unternehmen, Botschaften, auf Flughäfen, bei Bahnbetreibern, Reedereien und dergleichen werden Fernschreiber noch zum Nachrichtenaustausch mit vielen kleinen Ländern verwendet, und mit solchen, bei denen eine bessere technische Infrastruktur nicht besteht. Bei der Flugsicherung ist das Fernschreiben bei Übertragung flugbetrieblicher Informationen zwischen den Flugsicherungsstellen Standard (Stand 2005). Auch das Militär vieler Länder betreibt weiterhin Telex-Netze. Zwar sind diese (aufgrund ihrer hierarchischen Sterntopologie) anfälliger auf die Zerstörung von Knotenpunkten als z. B. das Internet, jedoch bietet die vergleichsweise simple Technik eine höhere Sicherheit gegen EM-Impulse oder Hackerangriffe.

## Telex in Deutschland

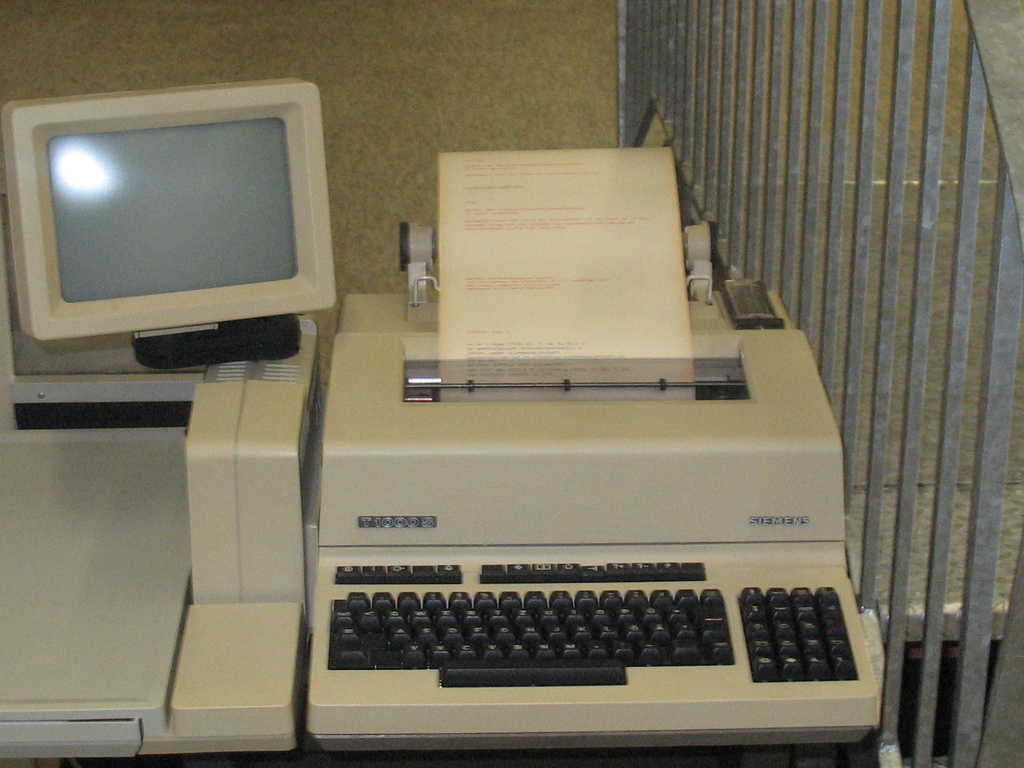
Telex-Maschine des Herstellers Siemens

Im Deutschen Reich wurde der erste Fernschreiber-Dienst 1933 eingeführt, nachdem seit 1926 ein Versuchsbetrieb stattgefunden hatte. In der Bundesrepublik Deutschland wurde das Telex-Netz von der Deutschen Bundespost weiter ausgebaut. 1978 gab es in Westdeutschland und West-Berlin insgesamt 123.298 Telexanschlüsse. Ende der 1990er Jahre existierten nur noch wenige Tausend Anschlüsse an dem von der Deutschen Telekom betriebenen Telex-Netz. Besonders bei Nachrichtenredaktionen waren Telex-Geräte noch weit verbreitet. Am 31. Dezember 2007 schließlich beendete die Deutsche Telekom den Dienst. 
Telex-Anschlüsse waren in Deutschland jedoch weiterhin durch den Anbieter Swisstelex bis 2020 beziehbar. Zuletzt gab es noch 35 Telexanschlüsse im öffentlichen Netz von Swisstelex (Stand Juli 2016).
Im I-Telex-Netz sind derzeit rund 630 Fernschreibmaschinen angeschlossen (Stand Juni 2024). Die meisten Anwender haben ihren Sitz in Deutschland. Dabei handelt es sich um ein nicht-kommerzielles Projekt, das rein dem Erhalt der historischen Technik dient.

## Telex in der Schweiz
Das Telexnetz der PTT war bis gegen Ende der 1970er Jahre mit elektromechanischen TW55-Zentralen von Siemens ausgerüstet. Mitte der 1970er Jahre beschloss die PTT, für die Digitalisierung des Telex-Netzes EDWA das bereits im Ausland bewährte T200 Telex-Vermittlungssystem der Hasler AG einzuführen, dessen T200-Rechner ebenfalls im IFS-Projekt eingesetzt wurde. In der Blütezeit (1987) hatte das Telex-Netz der damaligen PTT etwa 40'000 Nutzer. Bis 1997 waren alle 7000 noch benützten Telex-Leitungen an eine einzige verbleibende T203-Zentrale in Lugano überführt worden. 
Im März 2006 wurde dieser Bereich samt dem 1987 in Lugano installierten T203 Telex-Vermittlungssystem in die SwissTelex AG ausgegliedert mit damals noch etwa 2000 Telex-Teilnehmern in 10 Ländern. 2012 waren es noch etwa 1500 Teilnehmer in 18 Ländern. Am 31. August 2020 stellte SwissTelex den Telexbetrieb ein. Mit diesem letzten T203-System verschwand möglicherweise auch die letzte noch in Betrieb stehende 'konventionelle' Telexzentrale weltweit. Der T203 Rechner (3-fach redundant) ist seither im Museum für Kommunikation untergebracht.
Die Geschäftstätigkeiten der SwissTelex AG wurden per Ende 2020 beendet.
Das Telefonmuseum in Islikon ist seit 2016 am I-Telexnetz angeschlossen.

## Telex in Österreich
In Österreich wurde der Telex-Dienst mit Ablauf des dritten Quartals 2006 eingestellt.
2002 hatte „Legacy Communications Luze GmbH“ den Dienst von der Telekom Austria übernommen und einer geschlossenen Benutzergruppe zur Verfügung gestellt.
Jedoch gibt es seit 2017 wieder einen Telex-Teilnehmer im I-Telex-Netz.